# Knick Knack
Knick Knack (La Destreza de Knick en España) es un cortometraje animado de Pixar producido en 1989 y apareció en los cines durante el inicio de la película Buscando a Nemo en el 2003.

## Sinopsis
Antes de iniciar el cortometraje dice un mensaje al iniciar el corto: “En 1989, seis años antes que Toy Story, Pixar Animation Studios hizo este cortometraje”. Cabe resaltar que este cortometraje se hizo mientras se iniciaba la película Buscando a Nemo, que en 1989 fue el año en que se hizo el cortometraje y que se hizo modificaciones catorce años después.
Siete cosas que una persona compró en una tienda de recuerdos: un flamenco, un esqueleto surfista, una pirámide, un cactus bailarín, dos árboles de islas que se mueven y una chica en bikini con gafas, están disfrutando el sol. Atrás de ellos hay un muñeco de nieve llamado Knick atrapado dentro de una bola de cristal navideña. Luego de ver a la chica, ésta lo invita a unirse al resto de objetos; pero antes tiene que salir de su bola de cristal. Para ello, Knick intenta romper la bola de cristal con un iglú de plástico, pero no funciona. Luego intenta romper la bola de cristal con su nariz y un martillo, pero tampoco funciona. Después intenta romper la bola de cristal con un martillo neumático, pero también falla. Al final intenta destruir el cristal usando dinamita, pero en vez de eso, provoca que la bola de cristal caiga de la repisa. Knick ve una puerta que dice salida de emergencia, la abre y logra salir, pero acaba cayendo a una pecera. Dentro de ella ve a una sirena e intenta ir con ella, sin embargo, le cae su bola de cristal y queda atrapado otra vez.

## Modificaciones al cortometraje
El cortometraje fue alterado en la versión del 2003 disminuyendole los senos a las chicas debido a que se adaptó para niños para su distribución en VHS, DVD y blu-ray. Se incluyó en las ediciones de Buscando a Nemo y en Los Cortometrajes de Pixar - Volumen 1. 